# Доможаков, Михаил Егорович
Михаи́л Егорович Доможа́ков — Герой Советского Союза, участник Великой Отечественной войны с 1941 года.
Рядовой, разведчик взвода конной разведки 957-го стрелкового полка 309-й Пирятинской стрелковой дивизии. 1915 года рождения, хакас, беспартийный. Призван Ужурским райвоенкоматом Красноярского края.

## Биография
Родился 20 октября 1915 года в улусе Комызяк ныне Усть-Абаканского района Республики Хакасия.
Жена: Ирина Петровна Доможакова. В послевоенные годы трудился в совхозе «Степной» Усть-Абаканского района Республики Хакасия. Умер в феврале 1993 года. Похоронен в Красном Абакане.

## Описание боевого подвига из наградного листа
В ночь на 24 сентября 1943 года первым форсировал Днепр. 25 сентября Доможакову с группой бойцов была поставлена задача разведать населённые пункты Щучинка и Балыка, выявить силы и огневые средства противника.
Во время разведки он наскочил на группу немцев в 20 человек. Действуя смело и умело, он убил 13 солдат, 3 захватил в плен, остальные убежали.
Захватил трофейное оружие и доложил командованию полка о выполнении поставленной задачи. 26 сентября Доможаков пробрался в тыл противника, закидал гранатами прислугу станкового пулемёта, а затем захватил этот пулемёт, мешавший переправе наших подразделений через Днепр.
Указом Президиума Верховного Совета СССР от 23 октября 1943 года присвоено звание Героя Советского Союза с вручением ордена Ленина и медали «Золотая Звезда».
5 сентября 1944 года окончил армейские курсы младших лейтенантов 1-й гвардейской армии.
Для дальнейшего прохождения службы был направлен в 581-й стрелковый полк, 151-й стрелковой дивизии, 4-го Украинского фронта. В составе этой части встретил Победы в Великой Отечественной войне.